# Tradescantia buckleyi
Tradescantia buckleyi е вид цъфтящо растение от семейство Комелинови (Commelinaceae). Видът е световно застрашен, със статут Уязвим.

## Разпространение
Видът е разпространен в Съединените щати в южен Тексас, както и в северните части на Тамаулипас в Мексико.